# Gábor Gellér
Gábor Gellér (* 13. September 1958 in Budakeszi) ist ein ehemaliger ungarischer Skispringer.

## Werdegang
Gellér gehört zu einer der bekanntesten ungarischen Sportlerfamilien und begann wie sein 14 Jahre älterer Bruder László Gellér früh mit dem Skispringen beim Budakeszi Petőfi SC und erreichte schnell erste Erfolge bei Junioren-Wettbewerben. Nach dem Wechsel zu den Profis des Budapest Honvéd gewann er 1977 erstmals beide nationale Titel im Einzel von der Normal- und der Großschanze sowie mit der Mannschaft auf der Großschanze. Im Folgejahr gewann er den Titel im Teamwettbewerb der Normalschanze. Sein erster internationaler Wettbewerb wurde zudem auch sein erfolgreichster. Bei der Vierschanzentournee 1978/79 landete er in Oberstdorf auf der Schattenbergschanze auf Rang 52, bevor er in Garmisch-Partenkirchen auf den 50. Platz sprang. Es folgte ein 55. Platz auf der Bergiselschanze in Innsbruck und ein 66. Platz in Bischofshofen. Die Tournee beendete er mit 560,8 Punkten auf dem 51. Platz der Tournee-Gesamtwertung.
Nach erneut drei nationalen Titeln 1979 gab er im Dezember 1979 sein Debüt im Skisprung-Weltcup im Rahmen der Vierschanzentournee 1979/80. Jedoch gelang ihm kein Sprung in die Weltspitze. Durch das Fehlen eines Skisprung-Weltcup-Teams in Ungarn blieben bis zu seinem Karriereende die Starts bei der Vierschanzentournee die einzigen internationalen Turniere.
1980 verbesserte Gellér den ungarischen Weitenrekord auf 139 Metern. Dieser Rekord hat bis heute Bestand.
Bei der Nordischen Skiweltmeisterschaft 1985 in Seefeld in Tirol startete Gellér in beiden Einzeldisziplinen. Dabei erreichte er im Springen von der Normalschanze Rang 38 und von der Großschanze Rang 53.
Nachdem er bis 1989 keine Erfolge in der Vierschanzentournee erreicht hatte, beendete er nach der Tournee 1988/89 seine aktive Skispringerlaufbahn. Sein letzter nationaler Titel lag zu dieser Zeit ebenfalls bereits zwei Jahre zurück. 1989 holte er lediglich noch einmal Bronze.

## Erfolge

### Vierschanzentournee-Platzierungen
| Saison  | Platz | Punkte |
| ------- | ----- | ------ |
| 1978/79 | 051.  | 560,8  |
| 1979/80 | 094.  | 279,1  |
| 1980/81 | 087.  | 238,4  |
| 1981/82 | 079.  | 338,3  |
| 1982/83 | 077.  | 303,0  |
| 1983/84 | 090.  | 211,6  |
| 1984/85 | 075.  | 270,8  |
| 1985/86 | 084.  | 251,5  |
| 1986/87 | 116.  | 094,1  |
| 1987/88 | 088.  | 239,1  |
| 1988/89 | 105.  | 114,0  |

### Nationale Titel
- Normalschanze: 1977, 1979, 1982, Team: 1978, 1979, 1980, 1981, 1982
- Großschanze: 1977, 1981, 1982, 1986, 1987, Team: 1977, 1979, 1980, 1981, 1982, 1985, 1986